# ديفيد بانكس (لاعب كريكت بريطاني)
ديفيد بانكس (28 نوفمبر 1975 في المملكة المتحدة - ) (بالإنجليزية: David Banks)‏ هو لاعب كريكت بريطاني. لعب مع Hampshire Cricket Board ‏.